# Скеля наречених (опера)
«Скеля наречених» (азерб. Gəlin qayası) — опера, написана 1972 року азербайджанською композиторкою Шафігою Ахундовою на лібрето Іскендера Джошгуна за мотивами однойменної повісті азербайджанського письменника Сулеймана Рагімова. Це перша опера на Сході, написана жінкою.

## Історія
Спочатку Шафіга Ахундова написала музику для радіоп'єси: «Скеля наречених». У цій музиці особливо популярною була пісня «Мелодії серця». Автор повісті Сулейман Рагімов запропонував композиторці написати оперу. Так було створено оперу «Скеля наречених». У цій опері Ахундової, що продовжила традиції мугамної опери, було використано мугами. 1972 року оперу було поставлено на сцені Азербайджанського державного театру опери і балету в Баку. Після опер Узеїра Гаджибекова і Мусліма Магомаєва, опера «Скеля наречених» стала першою оперою, насиченою усними традиціями мугамних опер.
27 квітня 1974 року відбулася нова постановка опери на лібрето Агакіші Казімова.